# Matisia serpicostata
Matisia serpicostata är en malvaväxtart som beskrevs av Fern.Alonso. Matisia serpicostata ingår i släktet Matisia och familjen malvaväxter. Inga underarter finns listade i Catalogue of Life.